# Tukotuko solniskowy
Tukotuko solniskowy (Ctenomys flamarioni) – gatunek gryzonia z rodziny tukotukowatych (Ctenomyidae). Występuje w południowej części Brazylii na terenie stanu Rio Grande do Sul. 
Tukotuko solniskowy podobnie jak pozostałe tukotukowate są roślinożercami. Chętnie zamieszkują piaszczyste nadbrzeżne wydmy na południowo-wschodnim wybrzeżu stanu Rio Grande do Sul. C. flamarioni jest gatunkiem uznawanym za zagrożony. Występuje na obszarze mniejszym niż 5000 km². Kolonie gatunku są rozdrobnione i rozsiane. Zazwyczaj nie przekraczają liczby 6 osobników na hektar.
Epitet gatunkowy flamarioni jest eponimem mającym na celu upamiętnienie brazylijskiego biologa Luiz Flamarion B. de Oliveira.